# Tenomerga
Tenomerga är ett släkte av skalbaggar. Tenomerga ingår i familjen Cupedidae.
Kladogram enligt Catalogue of Life:
| Tenomerga | \| \| Tenomerga anguliscutis \| \| \| \| \| \| Tenomerga cinerea \| \| \| \| \| \| Tenomerga favella \| \| \| \| \| \| Tenomerga gaolingziensis \| \| \| \| \| \| Tenomerga japonica \| \| \| \| \| \| Tenomerga kapnodes \| \| \| \| \| \| Tenomerga kurosawai \| \| \| \| \| \| Tenomerga leucophaea \| \| \| \| \| \| Tenomerga moultonii \| \| \| \| \| \| Tenomerga mucida \| \| \| \| \| \| Tenomerga sibyllae \| \| \| \| \| \| Tenomerga tianmuensis \| \| \| \| \| \| Tenomerga trabecula \| \| \| \| \| \| Tenomerga yamato \| \| \| \| |
|           | \| \| Tenomerga anguliscutis \| \| \| \| \| \| Tenomerga cinerea \| \| \| \| \| \| Tenomerga favella \| \| \| \| \| \| Tenomerga gaolingziensis \| \| \| \| \| \| Tenomerga japonica \| \| \| \| \| \| Tenomerga kapnodes \| \| \| \| \| \| Tenomerga kurosawai \| \| \| \| \| \| Tenomerga leucophaea \| \| \| \| \| \| Tenomerga moultonii \| \| \| \| \| \| Tenomerga mucida \| \| \| \| \| \| Tenomerga sibyllae \| \| \| \| \| \| Tenomerga tianmuensis \| \| \| \| \| \| Tenomerga trabecula \| \| \| \| \| \| Tenomerga yamato \| \| \| \| |
|           | Adinolepis |
|           | |
|           | Ascioplaga |
|           | |
|           | Cupes |
|           | |
|           | Distocupes |
|           | |
|           | Paracupes |
|           | |
|           | Priacma |
|           | |
|           | Prolixocupes |
|           | |
|           | Rhipsideigma |
|           | |
|           | Tenomerga anguliscutis |
|           | |
|           | Tenomerga cinerea |
|           | |
|           | Tenomerga favella |
|           | |
|           | Tenomerga gaolingziensis |
|           | |
|           | Tenomerga japonica |
|           | |
|           | Tenomerga kapnodes |
|           | |
|           | Tenomerga kurosawai |
|           | |
|           | Tenomerga leucophaea |
|           | |
|           | Tenomerga moultonii |
|           | |
|           | Tenomerga mucida |
|           | |
|           | Tenomerga sibyllae |
|           | |
|           | Tenomerga tianmuensis |
|           | |
|           | Tenomerga trabecula |
|           | |
|           | Tenomerga yamato |
|           | |

|  | Tenomerga anguliscutis   |
|  |                          |
|  | Tenomerga cinerea        |
|  |                          |
|  | Tenomerga favella        |
|  |                          |
|  | Tenomerga gaolingziensis |
|  |                          |
|  | Tenomerga japonica       |
|  |                          |
|  | Tenomerga kapnodes       |
|  |                          |
|  | Tenomerga kurosawai      |
|  |                          |
|  | Tenomerga leucophaea     |
|  |                          |
|  | Tenomerga moultonii      |
|  |                          |
|  | Tenomerga mucida         |
|  |                          |
|  | Tenomerga sibyllae       |
|  |                          |
|  | Tenomerga tianmuensis    |
|  |                          |
|  | Tenomerga trabecula      |
|  |                          |
|  | Tenomerga yamato         |
|  |                          |

## Bildgalleri

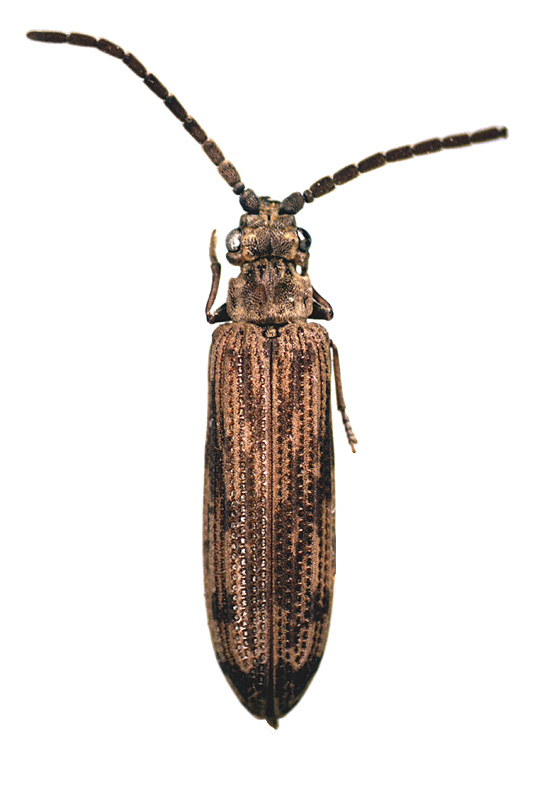